# Misato (Saitama)
Pour les articles homonymes, voir Misato.
Misato (三郷市, Misato-shi) est une ville située dans la préfecture de Saitama, au Japon.

## Géographie

### Situation
Misato est située dans le sud-est de la préfecture de Saitama.

### Démographie
Au 1er janvier 2022, la population de la ville de Misato était de 143 028 habitants, répartis sur une superficie de 30,13 km2.

### Hydrographie
Misato est bordée par le fleuve Edo à l'est et par la rivière Naka à l'ouest.

## Histoire
Le village de Misato a été fondé le 30 septembre 1956. Misato obtient le statut de bourg le 1er octobre 1964, puis de ville le 3 mai 1972.

## Transports
Misato est desservie par la ligne Musashino de la JR East, ainsi que par le Tsukuba Express.

## Jumelages
- Azumino (Japon) depuis 1984
- Sangō (Japon) depuis 1986
- Hirono (Japon) depuis 2008